# PubMed Central
PubMed Central je slobodna digitalna bibliografiska baza podataka naučne literature sa fokusom na biomedicinu i nauke o životu. Ona je proizašla iz onlajn Entrez PubMed biomedicinskog sistema za pretragu literature. PubMed Central je razvila američka Nacionalna medicinska biblioteka (NLM) kao onlajn arhivu biomedicinskih naučnih publikacija.
Pun tekst svih PubMed Central članaka je slobodno dostupan. Neke participirajuće izdavačke kuće, međutim, odlažu oslobađanje njihovih članaka tokom određenog vremenskog perioda nakon objavljivanja publikacije (često šest meseci).
Sredinom 2011. arhiva je sadržala oko 2,2 miliona unosa, uključujući artikle, editorijale i pisma. Ona raste najmanje 7% godišnje. Septembra 2004, PubMed Central, PubMed, i srodni NLM servisi su opsluživali oko 1,300 zahteva u sekundi, i isporučivali 1,3 terabajta podataka dnevno.